# Zoran Slavnić
Zoran Slavnić (* 26. Oktober 1949 in Belgrad, Jugoslawien) ist ein ehemaliger jugoslawischer Basketballspieler, der 1978 Weltmeister und 1980 Olympiasieger war sowie dreimal Europameister.

## Sportliche Karriere
Der 1,81 m große Point Guard Zoran Slavnić spielte bis 1977 bei KK Roter Stern Belgrad, mit diesem Verein war er 1969 und 1972 Jugoslawischer Meister. Später spielte er bei Joventut de Badalona (Spanischer Meister 1978), KK Šibenik, KK Partizan Belgrad und bei Juventus Caserta. In der jugoslawischen Liga bestritt er 289 Spiele, in denen er 4228 Punkte erzielte.
International war Slavnić schon als Jugendlicher erfolgreich. 1968 war er Zweiter bei den Junioreneuropameisterschaften. Mit der Jugoslawischen Nationalmannschaft gewann er 1973 den Titel bei der Europameisterschaft durch einen Finalsieg über die Spanier. In 7 Spielen erzielte Slavnić 57 Punkte. 1974 gab es bei der Weltmeisterschaft in San Juan ein Gruppensystem, sechs Mannschaften aus der Vorrunde sowie Gastgeber Puerto Rico und Titelverteidiger Jugoslawien waren für die Finalrunde gesetzt. Am Ende hatten die Sowjetunion, die Jugoslawen und die Vereinigten Staaten je eine Niederlage auszuweisen. Da der Sieg der sowjetischen Mannschaft über die Mannschaft aus den USA der höchste Sieg von den Partien untereinander war, gewann die Sowjetunion den Titel vor den Jugoslawen und den Vereinigten Staaten. In sechs Spielen erzielte Slavnić 57 Punkte. Die Basketball-Europameisterschaft 1975 fand in Jugoslawien statt. Es gab eine Finalrunde mit sechs Mannschaften, in der die Jugoslawen fünf Siege erzielten und damit vor der Sowjetunion Europameister wurden. Slavnić wirkte in acht Spielen mit und erzielte 50 Punkte.
1976 bei den Olympischen Spielen 1976 in Montreal wurden die Jugoslawen in der Vorrunde Gruppenzweiter hinter der Mannschaft aus den Vereinigten Staaten. Nach dem Halbfinalsieg der Jugoslawen über die Mannschaft aus der Sowjetunion trafen die Jugoslawen im Finale wieder auf die Vereinigten Staaten und unterlagen mit 74:95. Zoran Slavnić kam in sechs Spielen zum Einsatz und erzielte 57 Punkte. Bei der Europameisterschaft 1977 in Belgien gab es wieder eine KO-Runde, im Finale gewannen die Jugoslawen gegen die sowjetische Mannschaft. Mit 80 Punkten in sieben Spielen erreichte Zoran Slavnić den besten Punktedurchschnitt bei einer internationalen Meisterschaft seiner gesamten Karriere.
Bei der Basketball-Weltmeisterschaft 1978 in Manila gab es zunächst eine Finalrunde, in der die Jugoslawen ungeschlagen blieben. Die ersten beiden Teams der Finalrunde trafen im Finale aufeinander, Jugoslawien gewann gegen die Mannschaft der UdSSR mit 82:81 nach Verlängerung. Slavnić steuerte in neun Spielen 74 Punkte bei, vier Punkte davon im Finale. Nach drei Europameistertiteln in Folge verpassten die Jugoslawien bei der Europameisterschaft 1979 in Italien das Finale. Da sie in der Vorrunde gegen Israel mit 76:77 verloren hatten, zog Israel in das Finale gegen die sowjetische Mannschaft ein, Jugoslawien gewann das Spiel um den dritten Platz mit 99:92 gegen die Tschechoslowakei. Slavnić erzielte in sechs Spielen 31 Punkte. Ein Jahr später gab es bei den Olympischen Spielen 1980 wieder eine Finalrunde. Im Finale trafen die beiden besten Mannschaften der Finalrunde aufeinander. Die Jugoslawen besiegten die Italiener mit 86:77 Punkten. Slavnić wurde in acht Spielen eingesetzt und erzielte im Turnierverlauf 38 Punkte. Im Finale steuerte er vier Punkte bei. Nach zwei Jahren Pause kehrte Slavnić für die Europameisterschaft 1983 noch einmal in die jugoslawische Mannschaft zurück. Mit 42 Punkten in fünf Spielen konnte Slavnić nicht verhindern, dass die Jugoslawen nur den siebten Platz belegten.

### Trainer
Ab 1983 war Slavnić als Trainer tätig: Er begann bei Sibenka (1983/84), es folgten die Stationen Partizan Belgrad (1984/85), Jugoplastika Split (1985–1987), Caja de Ronda in Spaniens erster Liga (1987/88), Roter Stern Belgrad (1988–1991), Dafni Athen in Griechenland (1991/92), erneut Roter Stern Belgrad (1994/95), 1995/96 betreute er den spanischen Erstligisten Joventut de Badalona und 1996/97 Iraklis Thessaloniki in Griechenland. Zur Saison 2001/02 wurde er Trainer beim deutschen Bundesligisten TSK Bamberg. Der insbesondere auf gute Verteidigungsleistungen bedachte Slavnić machte mit dem späteren Nationalspieler Steffen Hamann einen der Jüngsten zum Stammspieler. Allerdings endete die Zusammenarbeit zwischen Slavnić und Bamberg bereits Anfang Dezember 2001, nachdem der Trainer laut Verein die Forderung gestellt hatte, ihm das Saisongehalt aus steuerlichen Gründen im Voraus auszuzahlen und dem Verein eine Frist gesetzt hatte, diese Forderungen zu erfüllen. Als der Verein dieser nicht nachkam, verließ Slavnić Bamberg. Der Basketballjournalist Dino Reisner nannte dessen Amtszeit in Bamberg in der Tageszeitung Die Welt „eines der größten Missverständnisse in der Geschichte des deutschen Basketballs“. Bambergs Geschäftsführer Wolfgang Heyder beschrieb den Trainer als „Egozentriker“.
2007 sprang er bei der Europameisterschaft als serbischer Nationaltrainer ein.
2013 wurde Zoran Slavnić in die FIBA Hall of Fame aufgenommen.